# Isla Munroe
Isla Munroe (también llamada: Munroothuruthu, Manrothuruthu, omMunroethuruth) es el nombre de una isla que está situada en la confluencia del lago Ashtamudi y el río Kallada, en el distrito de Kollam, en el estado de Kerala, al sur de la India. La isla, accesible por carretera, ferrocarril y aguas interiores de navegación, está a unos 25 kilómetros (16 millas) de Kollam por carretera, a 12 kilómetros (7,5 millas) al oeste de Kundara y a unos 25 kilómetros (16 millas) de Karunagapally.
El lugar es llamado así en honor del coronel residente John Munro del antiguo Estado principesco de Travancore. La isla posee 13,4 kilómetros cuadrados (5,2 millas cuadradas) de superficie.

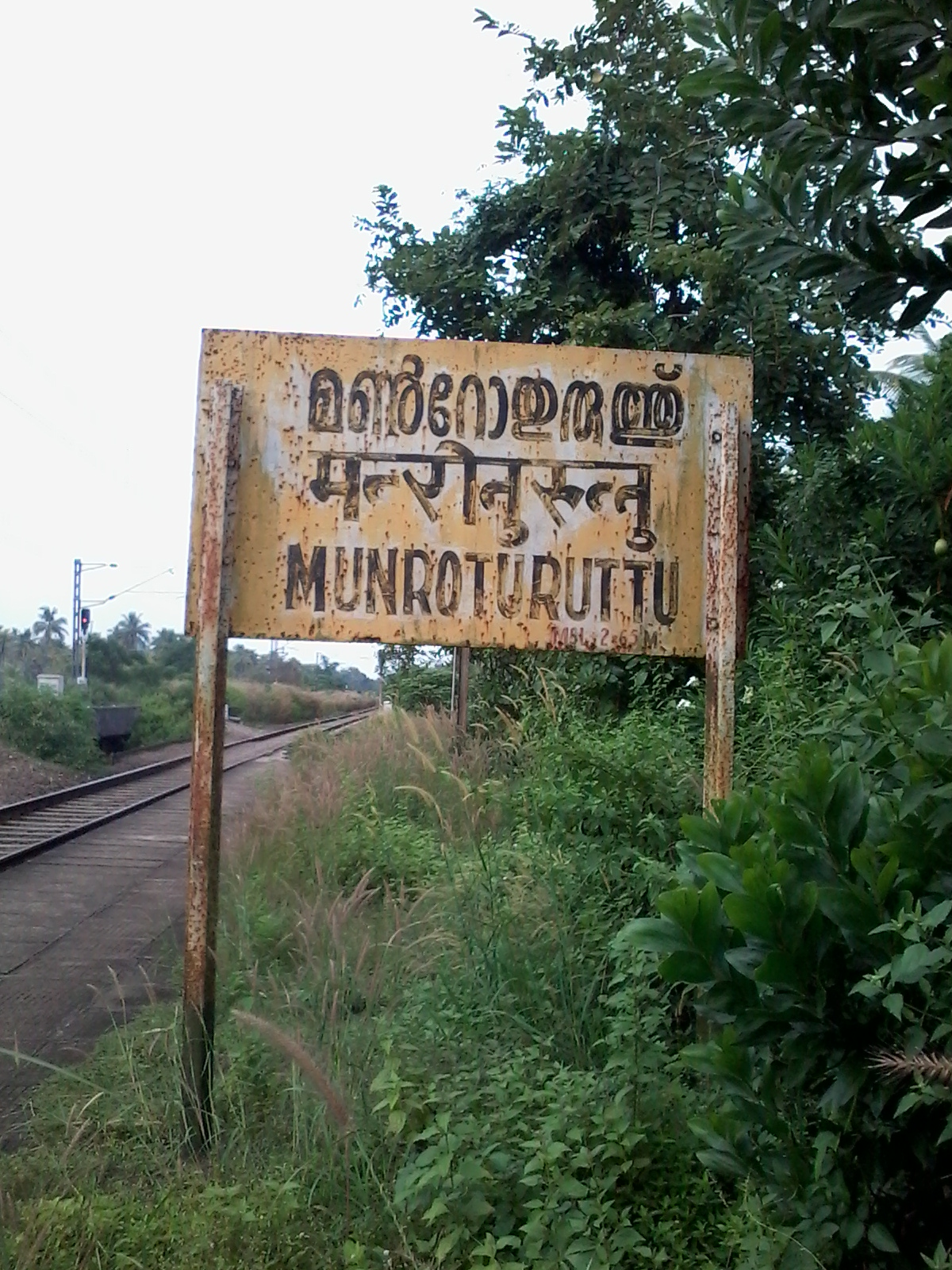
Isla Munroe